# Never Weaken
Never Weaken is een korte stomme film uit 1921 onder regie van Fred C. Newmeyer.

## Rolverdeling
| Acteur            | Personage        |
| ----------------- | ---------------- |
| Harold Lloyd      | The Boy          |
| Mildred Davis     | The Girl         |
| Roy Brooks        | The Other Man    |
| Mark Jones        | The Acrobat      |
| Charles Stevenson | The Police Force |